# Maleise bosijsvogel
De Maleise bosijsvogel (Actenoides concretus) is een vogel uit de familie Alcedinidae (ijsvogels).

## Verspreiding en leefgebied
Deze soort komt voor in Maleisië, Sumatra en Borneo en telt drie ondersoorten:
- A. c. peristephes: noordelijk Maleisië.
- A. c. concretus: zuidelijk Maleisië, Sumatra, Banka, Billiton en de Mentawai-eilanden.
- A. c. borneanus: Borneo.

## Status
De grootte van de populatie is niet gekwantificeerd maar aangenomen wordt dat er minder dan 10.000 volwassen vogels zijn en dat dit aantal afneemt. Op de Rode lijst van de IUCN heeft deze soort daarom de status gevoelig.